# 大宮風俗ビル火災
大宮風俗ビル火災（おおみやふうぞくビルかさい）とは、2017年12月17日に埼玉県さいたま市大宮区で発生した火災事故。埼玉県内で発生した火災事故において最多の5名が死亡した。
風俗店で発生した火災としては最悪の被害となり、風俗店の老朽化などの問題がクローズアップされた。

## 概要
さいたま市大宮区大宮駅東口周辺に所在する風俗街、大宮北銀座の北端にあるソープランド「Kawaii大宮」において2017年12月17日午後2時頃出火し全焼した。消防車20台が出動し、午後9時に鎮火した。17日中に従業員女性2人と客の男性1人の死亡が確認され、さらに性別不明の遺体が発見されていた。ほか7人が搬送され、うち1人が重体、ほかは軽症であった。12月21日、重体だった女性従業員が死亡し、犠牲者が5人となった。ビル2階のごみ置き場を出火元として捜査された。
現場となった建築物は建築基準法改正前の1965年（昭和40年）に建てられ、築50年以上が経過していた。既存不適格となっている全国の風俗ビルの問題が認識された。風俗店の改築・修繕には風営法第9条により公安委員会の許可が必要であるが、大規模な修繕は店舗としての「同一性を損なう」ことから認められないとする判例があるため、老朽化した店舗の修繕が難しいという問題があった。
発生から1年が経過した2018年12月20日、埼玉県警察はこの店を経営していた男性会社社長と当時の男性従業員3人を、男性客1人についての避難誘導が不十分だったとして業務上過失致死傷罪でさいたま地方検察庁に書類送検した。調べに対し、いずれも容疑を認めている。

## 国、自治体の対応
総務省消防庁は12月18日、同種の風俗店が入居するビルへの立ち入り検査を全国の自治体に要請した。
12月19日には埼玉県警察、さいたま市消防局、さいたま市建設局によって大宮北銀座の同種の特殊浴場に対する特別査察を行い、違反のあった14店舗に是正指導を行った。
12月18日から2018年1月にかけて福岡市消防局が中洲の風俗店に対する特別査察を行った。

## 建物のその後
捜査終結後、Kawaii大宮が入居していた建物は取り壊されて建て替えられた後、2022年2月に別のソープランドが営業している。